# Jacques Nicolas Vallée
Jacques Nicolas Vallée (né le 27 juin 1754 à Saint-Pierre d'Évreux et mort le 6 avril 1828 à Paris), est un député du département de l'Eure à la Convention et au Conseil des Cinq-Cents.

## Biographie
Il est le fils de Michel Romain Vallée, marchand épicier d'Évreux, et de Marguerite Loiseleur.
Avant 1789, il est procureur au bailliage et présidial d'Évreux. Il épouse en 1782 sa cousine, Marguerite Vallée, veuve de Pierre Mary, marchand épicier. De 1783 à 1789, quatre enfants naissent, tous baptisés dans la paroisse Saint-Denis d'Évreux.
Vallée est élu président de l'administration du district d'Évreux.
Le 8 septembre 1792, Vallée est élu second suppléant de l'Eure à la Convention, par 337 voix (494 votants). Admis à siéger de suite en remplacement de Brissot, qui avait opté pour l'Eure-et-Loir, Vallée siège dans les rangs des modérés.
Lors du procès du roi, il répond au 2e appel nominal :

« Il n'y a aucune puissance qui pût m'empêcher de remplir l'étendue de mes mandats. Je crois que le peuple exercerait lui-même sa souveraineté, ferait lui-même sa loi, et prononcerait lui-même sur l'intérêt social, s'il le pouvait. Je crois que d'après ces principes, que même lorsque le peuple donne des mandats illimités, son intention, cependant, est de ne déléguer que les pouvoirs qu'il ne peut pas exercer lui-même, et de se réserver ceux dont l'exercice lui est possible.
Le peuple français ne pouvait pas prononcer sur les faits dont Louis Capet était accusé, car il ne pouvait pas se réunir en masse dans un même lieu, pour l'entendre et examiner les pièces de conviction.
Cette impossibilité imposait à ses mandataires l'obligation de se prononcer sur ces faits, et ils ont rempli ces devoirs. Maintenant, le peuple français peut prononcer sur l'application de la peine à infliger à Louis Capet. Il peut prononcer sur les mesures à prendre, et pour la sûreté de l'État et pour le maintien de la liberté ; et je dis que dès lors qu'il le peut, la Convention nationale ne le peut pas.
Je ne suis pas effrayé, moi, par ces prétendues inquiétudes de guerre civile : je sais que ces prétextes ont toujours été ceux des rois, lorsqu'ils ont voulu interdire les assemblées populaires qui mettaient un frein à leur autorité ; je sais que ce langage sera toujours aussi celui des hommes qui voudraient faire prédominer leurs opinions privées sur la volonté générale, et mettre leur intérêt personnel à la place de l'intérêt public.
Je dis que la majorité n'a véritablement d'autre intérêt que d'avoir un gouvernement républicain. Je n'ai pas la même confiance dans une assemblée de sept à huit cents hommes dont les intérêts privés pourraient bien ne pas être conformes à ceux de la nation ; je dis que la majorité d'une assemblée de huit cents hommes n'est pas à l'abri de la corruption, et, s'il fallait en citer un exemple, je citerais le parlement d'Angleterre... La majorité du peuple prendra nécessairement des mesures convenables pour assurer le gouvernement républicain. Au contraire, le gouvernement d'un seul peut séduire la majorité de sept à huit cents personnes, soit par l'attrait des moyens corrupteurs, soit par l'inamovibilité des places, préférables sans doute, dans l'esprit de quelques hommes, à l'instabilité des emplois républicains, dans lesquels on ne peut se perpétuer que quelques instants : voilà quel est mon vœu, et je n'en ai pas d'autre à émettre, car je ne veux dire ni oui, ni non. (Quelques voix : Au fait ! dites oui ou non) ! Je ne veux rien prononcer. »

Et au 3e appel nominal :

« Je vote pour la détention jusqu'au moment où les puissances étrangères reconnaîtront la république française, et pour la mort si elles envahissent notre territoire. »

Il se prononça en outre pour le sursis.
Compromis avec les Girondins, il est décrété d'arrestation et d'accusation pour avoir protesté contre les événements du 31 mai. Il échappe aux poursuites. Déguisé en gendarme, il parvint à rentrer dans la prison de Sainte-Pélagie, pour recueillir les feuillets des mémoires de Manon Roland. Il se réfugie à Évreux, et se tient caché « chez un cordonnier qui lui fut fidèle aux risques de sa propre vie » jusqu'après le 9 thermidor. Merlin proposa alors qu'il soit tenu éloigné de la Convention, sans être inquiété. Mais Vallée obtient sa réintégration le 25 ventôse an III. Il s'associe aux mesures de réaction, accuse David-Delisle (de l'Aube) de la mort de Perrin dont il était le suppléant, et parle sur le traité de paix conclu avec l'Espagne.
Après la session, il obtient un emploi à Évreux dans les contributions indirectes, se fait inscrire au barreau de cette ville, et est nommé, par la suite, administrateur des hospices, et juge suppléant au tribunal.
Ayant signé l'Acte additionnel aux Cent-Jours, il est destitué de ses fonctions, et perd même sa pension d'ancien employé des contributions.
À la promulgation de la loi du 12 janvier 1816 contre les régicides, le préfet de l'Eure, M. de Gasville, lui enjoint de partir. Il prend un passeport pour Bâle, le 10 février 1816, puis il proteste, son vote pour la mort n'ayant été que conditionnel. Justice lui est rendue ; il obtient un sursis indéfini et rentre en France.
Son frère aîné, Pierre Nicolas Vallée, né en 1746, est curé du Vieil-Évreux. Il héberge Buzot quand il arrive en juin 1794 pour soulever Évreux